# Phoenix acaulis
Phoenix acaulis là loài thực vật có hoa thuộc họ Arecaceae. Loài này được Roxb. miêu tả khoa học đầu tiên năm 1820.